# 819 (szám)
A 819 (római számmal: DCCCXIX) egy természetes szám, piramisszám, az első 13 négyzetszám összege.

## A szám a matematikában
A tízes számrendszerbeli 819-es a kettes számrendszerben 1100110011, a nyolcas számrendszerben 1463, a tizenhatos számrendszerben 333 alakban írható fel.
A 819 páratlan szám, összetett szám, kanonikus alakban a 32 · 71 · 131 szorzattal, normálalakban a 8,19 · 102 szorzattal írható fel. Tizenkettő osztója van a természetes számok halmazán, ezek növekvő sorrendben: 1, 3, 7, 9, 13, 21, 39, 63, 91, 117, 273 és 819.
A 819 a tizenharmadik piramisszám, azaz a 13 legkisebb négyzetszám összege.
A 819 négyzete 670 761, köbe 549 353 259, négyzetgyöke 28,61818, köbgyöke 9,35610, reciproka 0,0012210. A 819 egység sugarú kör kerülete 5145,92877 egység, területe 2 107 257,830 területegység; a 819 egység sugarú gömb térfogata 2 301 125 550,3 térfogategység.